# 瓦利福德 (加利福尼亞州)
瓦利福德（英語：Valley Ford）是位於美國加利福尼亞州索諾馬縣的一個人口普查指定地區。

## 地理
瓦利福德的座標為38°19′05″N 122°55′27″W / 38.31806°N 122.92417°W，而該地最高點為海拔高度16米（即52英尺）。

## 人口
根據2010年美國人口普查的數據，瓦利福德的面積為6.842平方千米，當中陸地面積為6.842平方千米，而水域面積為0.000平方千米。當地共有人口147人，而人口密度為每平方千米21人。